# Cantó de Grande-Synthe
El cantó de Grande-Synthe (neerlandès Kanton Groot-Sinten) és una divisió administrativa francesa situat al departament del Nord a la regió dels Alts de França. Forma part del Westhoek (Flandes francès)

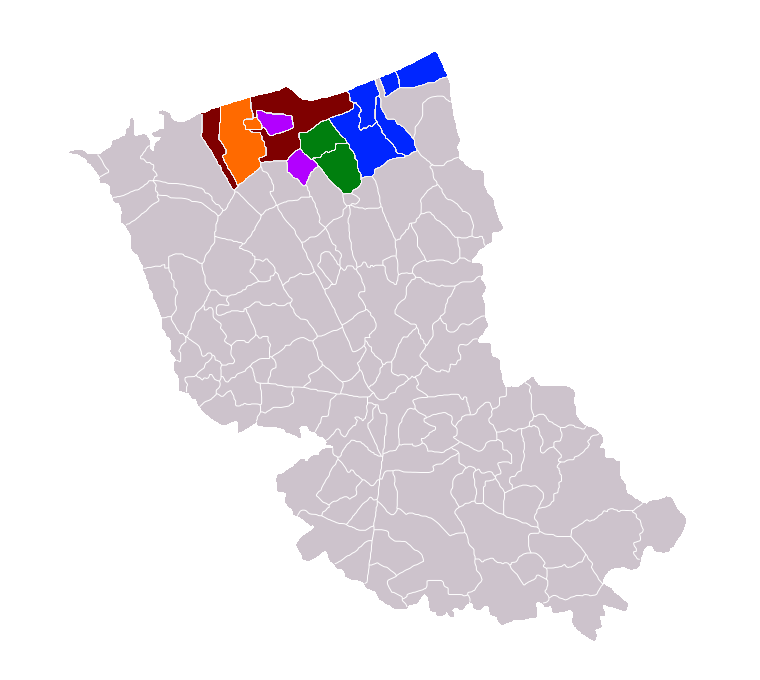
Dunkerque i els seus cantons:
cantó de Dunkerque-Est
cantó de Dunkerque-Oest
cantó de Coudekerque-Branche
cantó de Grande-Synthe

## Composició
El cantó aplega 4 comunes: 
- Fort-Mardyck (Fort-Mardijk)
- Grande-Synthe (Groot-Sinten)
- Dunkerque (antic municipi de Petite-Synthe)
- Mardyck (Fort-Mardijk), integrada també en Dunkerque.

## Demografia
| 1962 | 1968   | 1975   | 1982   | 1990   | 1999   | 2006   |
| ---- | ------ | ------ | ------ | ------ | ------ | ------ |
|      | 17.124 | 29.052 | 30.460 | 28.436 | 27.017 | 32.363 |

## Història
| Data d'elecció                           | Identitat     | Partit | Qualitat |
| ---------------------------------------- | ------------- | ------ | -------- |
| 2004-                                    | Roméo Ragazzo | PS     |          |
| les dades anteriors no són pas conegudes |               |        |          |
|                                          |               |        |          |